# RTÉ 2fm
RTÉ 2fm (auch 2FM) ist das 2. Hörfunkprogramm der staatlichen irischen Rundfunkanstalt Radio Telefís Éireann (RTÉ). Es wird im UKW-Band (fast ausschließlich) zwischen 90 und 92 MHz gesendet. Mit seinem Musikmix aus Pop und Rock richtet es sich eher an ein jüngeres Publikum.
Der Sender startete im Mai 1979 als Radio 2. Das erste Musikstück, das gespielt wurde, war „Like Clockwork“ von den Boomtown Rats. Die ersten Worte wurden von Larry Gogan gesprochen, welcher auch noch bis zu seinem Tod im Januar 2020 seine Sendung Golden Hour moderierte. Mitte der 1980er-Jahre stellte der Sender auf 24-Stunden-Betrieb um und änderte seinen Namen in 2fm.
Besonders bekannt war die morgendliche Talkshow The Gerry Ryan Show, die mit über 400.000 täglichen Hörern die meistgehörte Radiosendung Irlands war. Durch den überraschenden Tod von Gerry Ryan wurde die Sendung mittlerweile eingestellt. Die letzte Gerry Ryan Show wurde am 4. Mai 2010 als Spezialsendung zu Ryans Tod ausgestrahlt. Moderiert wurde sie von Gerrys „Aussenreporterin“ Evelyn O’Rourke.
Finanziell steht 2fm auf eigenen Beinen. Der Sender bekommt keine Zuwendungen in Form von Lizenzgebühren, wie die Muttergesellschaft RTÉ. Er finanziert sich hauptsächlich über Werbung und Sponsoring.
2fm verbreitet sein Programm auch über Internet sowie über Satellit (Astra 2D) 28,2° Ost, 10744 H, SR: 22000, FEC: 5/6.